# IC 2776
IC 2776 је спирална галаксија у сазвјежђу Лав која се налази на листи објеката дубоког неба у Индекс каталогу.
Деклинација објекта је + 13° 19' 51" а ректасцензија 11h 22m 40,0s. Привидна величина (магнитуда) објекта IC 2776 износи 14,9 а фотографска магнитуда 15,5. IC 2776 је још познат и под ознакама MCG 2-29-22, CGCG 67-67, PGC 34924.